# Schallenhaus

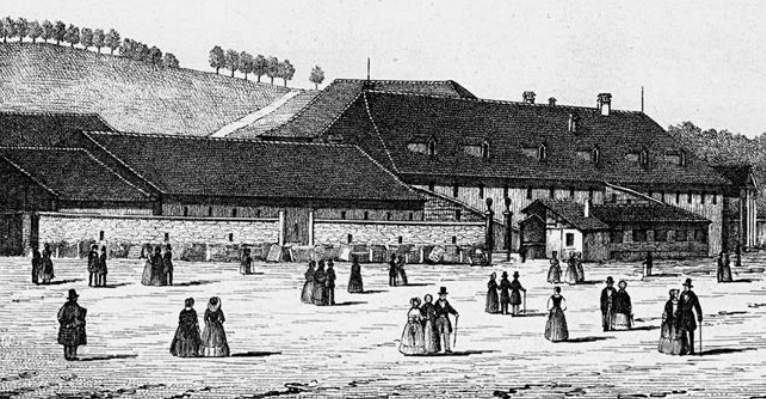
Das Schallenhaus nach seiner Schliessung, vor 1856. Lithografie von Carl Durheim.

Das Schallenhaus war das erste Gefängnis in der Schweiz. Es befand sich am Bollwerk in der Stadt Bern und war von 1615 bis 1830 mit mindestens zwei Unterbrechungen in Betrieb.

## Geschichte
Im Zeitpunkt der Einrichtung des Schallenhauses griff die Strafjustiz in Bern vor allem auf Geld- und Körperstrafen zurück. Der im Schallenhaus verfolgte Ansatz, Straftäter und vagabundierende Arme durch Arbeit und religiöse Unterweisung zu bessern, lehnte sich an damals in England, den Niederlanden und in Strassburg neu eingerichtete Vorbilder an und reagierte auf die in der Bevölkerung zunehmende Kritik gegenüber der Todesstrafe.
Die meisten Gefangenen verbüssten ein- bis fünfjährige Haftstrafen wegen Diebstahls. In Hungerszeiten war das Schallenhaus oft überbelegt, etwa 1817 mit 235 Insassen. Die Gefangenen, darunter auch Frauen, mussten bis 1827 an Karren angekettet Strassen säubern oder andere Arbeiten verrichten. In der Bevölkerung wurde das Schallenhaus wegen seiner vermeintlich zu angenehmen Haftbedingungen und der häufigen Ausbrüche (oft unterstützt von bestochenen Aufsehern) regelmässig kritisiert.
Nach der Eröffnung des neuen Zuchthauses wurde das Schallenhaus 1830 geschlossen. An seiner Stelle entstand 1860 der Bahnhof der Centralbahn und später der heutige Bahnhof Bern.